# Dhuilya
Dhuilya è una suddivisione dell'India, classificata come census town, di 18.399 abitanti, situata nel distretto di Howrah, nello stato federato del Bengala Occidentale. In base al numero di abitanti la città rientra nella classe IV (da 10.000 a 19.999 persone).

## Geografia fisica
La città è situata a 22° 34' 37 N e 88° 14' 56 E.

## Società

### Evoluzione demografica
Al censimento del 2001 la popolazione di Dhuilya assommava a 18.399 persone, delle quali 9.489 maschi e 8.910 femmine. I bambini di età inferiore o uguale ai sei anni assommavano a 1.562, dei quali 797 maschi e 765 femmine. Infine, coloro che erano in grado di saper almeno leggere e scrivere erano 14.986, dei quali 8.087 maschi e 6.899 femmine.